# Włodzimierz Lewin
Włodzimierz Lewin (ur. 5 kwietnia 1947 w Warszawie) – polski judoka, olimpijczyk z Monachium 1972.
Wielokrotny medalista na mistrzostwach Polski:
- złoty 
  - w kategorii + 93 kg w roku 1974
  - w kategorii open w roku 1971
- srebrny
  - w kategorii + 93 kg w latach 1968–1969,
  - w kategorii open w latach 1967, 1972, 1974
- brązowy
  - w kategorii + 93 kg w latach 1970, 1973, 1975
  - w kategorii open w roku 1970

Na igrzyskach olimpijskich wystartował w wadze półciężkiej zajmując 9. miejsce.